# Gottesberg (Lupburg)
Gottesberg ist ein Gemeindeteil des Marktes Lupburg im Landkreis Neumarkt in der Oberpfalz.

## Geografie
Der Weiler liegt im Tal der Schwarzen Laber, die in der Nähe mäandernd aus nordwestlicher Richtung kommend in Richtung Südosten fließt. Gottesberg steht auf einer Hangterrasse, die sich mehr als 40 Meter über das Niveau der Schwarzen Laber erhebt. Der Ort liegt 26 Kilometer südöstlich der Stadt Neumarkt in der Oberpfalz sowie eineinhalb Kilometer nordöstlich von Lupburg.

## Geschichte
In den Rechten und Besitzungen der Herren von Lupburg um 1300 wurde Gottesberg (Gothalmsperg) aufgeführt. In einem Salbuch aus dem Jahr 1300 wird auch Gottesberg genannt und der Gerichtsbarkeit der Herrschaft von Lupburg zugeordnet.
Das bayerische Urkataster zeigt Gottesberg in den 1810er Jahren als kleine Ortschaft, die aus vier Herdstellen besteht. Bis in die 1970er Jahre hinein hatte Gottesberg zur Gemeinde Degerndorf gehört. Als diese mit der bayerischen Gebietsreform ihre Selbstständigkeit verlor, wurde Gottesberg im Jahr 1978 zusammen mit den meisten anderen Degerndorfer Gemeindeteilen in den Markt Lupburg eingemeindet. Im Jahr 1970 lebten 19 Einwohner in Gottesberg, 1987 waren es 16.

## Baudenkmäler in Gottesberg
- Liste der Baudenkmäler in Gottesberg